# Shuka
Shuka Inc. (яп. 株式会社朱夏   Кабусики-гайся Сюка) — японская аниме-студия, основанная в июне 2013 года. Является отделившимся подразделением студии Brain’s Base, ранее это был третий производственный отдел.

## Работы

### ТВ сериалы
- Durarara!!x2 Shou[3][4] (2015)
- Durarara!!x2 Ten[3][4] (2015)
- Durarara!!x2 Ketsu[3][4] (2016)
- 91 Days[5][6] (2016)
- Natsume Yuujinchou Go[7][8] (2016)
- Natsume Yuujinchou Roku[9][10][11] (2017)
- Housekishou Richard-shi no Nazo Kantei (2020)
- Natsume Yuujinchou Shichi (2024)

### OVA
- Durarara!!x2 Shou 4.5 (2015)
- Durarara!!x2 Ten 13.5 (2015)
- Durarara!!x2 Ketsu 19.5 (2016)